# Adoni (Rumunia)
Adoni (węg. Éradony) – wieś w Rumunii, w okręgu Bihor, w gminie Tarcea. W 2011 roku liczyła 758 mieszkańców.